# Синицкий, Дмитрий Анатольевич
Дми́трий Анато́льевич Сини́цкий (р. 1961, Новосибирск, СССР) — советский и российский философ, логик. Кандидат философских наук (1987). Заведующий кафедрой философии и социальных наук Обнинского института атомной энергетики (с 2003).

## Биография
Дмитрий Синицкий родился в 1961 году в Новосибирске.
В 1983 году окончил философский факультет Ростовского государственного университета имени М. А. Суслова.
В 1983—1986 годах учился в очной аспирантуре на кафедре логики философского факультета Московского государственного университета имени М. В. Ломоносова. В 1987 году на философском факультете МГУ защитил диссертацию на соискание учёной степени кандидата философских наук на тему «Логический анализ понятия „изменения“».
В 1987—1994 годах занимал последовательно должности младшего научного сотрудника и научного сотрудника лаборатории автоматизированной информационной системы гидрометфонда (ЛАИСГ) ВНИИГМИ-МЦД.
С 1994 года работает на кафедре философии (с 1995 года — кафедра философии и социальных наук) Обнинского института атомной энергетики, с 2003 года — её заведующий.
С 1995 года — ректор негосударственного некоммерческого образовательного учреждения «Обнинский институт искусств».

### Публикации Дмитрия Синицкого

#### Учебные пособия
- Синицкий Д. А. Основы логики и теории аргументации: Учебное пособие. — Обнинск: ИАТЭ, 2001. — 72 с.
- Синицкий Д. А. Основы логики: Учебное пособие по курсу «Логика». — Обнинск: ИАТЭ, 2004. — 68 с.

#### Статьи
- Синицкий Д. А. Кафедра философии и социальных наук // История ИАТЭ НИЯУ МИФИ. Исторические очерки развития института в течение 60-ти лет  / Составители Ю. А. Казанский, Ю. А. Коровин, В. Л. Миронович, Н. Л. Сальников, З. И. Сныкова; Под ред. Ю. А. Казанского. — Обнинск, 2013. — С. 266—268. Архивировано 29 ноября 2014 года.

### О Дмитрии Синицком
- Синицкий Дмитрий Анатольевич // Логика: Биобиблиографический справочник (Россия — СССР — Россия)  / Авторы-составители О. А. Антонова, А. С. Милославов, Т. Е. Сохор; ответственные редакторы Я. А. Слинин, Б. И. Фёдоров. — СПб.: Наука, 2001. — С. 359. — ISBN 5-02-028488-2.